# Issei Futamata
Issei Futamata (二又 一成, Futamata Issei) est un seiyū (comédien de doublage japonais), né le 15 mars 1955.

## Rôles notables
- Chibi dans Lamu : Un rêve sans fin
- Yusaku Godai dans Maison Ikkoku
- Hikaru Gosunkugi dans Ranma ½
- Ishida dans One-Pound Gospel
- Sinduramon dans Digimon
- Kiyoshi Shusse dans Highschool! Kimen-gumi
- Grenademan & Astroman dans Rockman 8: Metal Heroes
- Cyber Kujacker (Cyber Peacock) & Web Spidus (Web Spider) dans Rockman X4
- Le chef des fouines dans la version japonaise de Qui veut la peau de Roger Rabbit
- Kyûsuke Higuchi dans Death Note
- Hypnos dans Saint Seiya